# 열생학
열생학(劣生學, dysgenics)은 번식을 방해하는 선택적인 압력으로 인해 사회적으로 바람직하거나 일반적으로 환경에 적응할 수 있는 것으로 간주되는 특성의 유병률이 감소하는 것을 의미한다.
1915년에 이 용어는 데이비드 스타 조던(David Starr Jordan)이 현대 전쟁이 집단 수준의 유전적 건강에 미치는 해로운 영향을 설명하기 위해 사용했는데, 그 이유는 현대 전쟁이 집에서 장애인을 보호하면서 신체적으로 건강한 남성을 죽이는 경향이 있기 때문이다. 비슷한 우려가 19세기 초기 우생학자들과 사회 다윈론자들에 의해 제기되었고, 20세기 내내 과학 및 공공 정책 논쟁에서 계속해서 중요한 역할을 했다.
논란의 여지가 있는 심리학자 리처드 린(Richard Lynn)은 특히 1996년 저서 "열생학: 현대 인구의 유전적 저하"(Dysgenics: Genetic Deterioration in Modern Populations)에서 인간 집단에 이질성 영향이 있다고 추정되는 것에 대한 우려를 제기했다. 이 책에서는 산업 혁명 이후 선택적 압력의 변화와 영아 사망률 감소가 해로운 특성과 유전 질환의 전파를 증가시켰다고 주장한다.
이러한 우려에도 불구하고 유전학 연구에서는 인간 집단에서 이질성 영향에 대한 증거가 나타나지 않았다. 학자 존 R. 윌모스(John R. Wilmoth)는 린의 책을 검토하면서 "전반적으로 린의 우려스러운 입장 중 가장 당혹스러운 측면은 우생학자들에 의해 예측된 평균 지능의 저하가 발생하지 않았다는 것이다."라고 지적했다.

## 같이 보기
- 행동유전학
- 퇴화
- 소득과 출산력
- 플린 효과